# Domas (Bulukerto)
Domas is een bestuurslaag in het regentschap Wonogiri van de provincie Midden-Java, Indonesië. Domas telt 2460 inwoners (volkstelling 2010).